# Najwyższa Rada Wojenna (francusko-brytyjska)
Francusko-Brytyjska Najwyższa Rada Wojenna (ang. Anglo-French Supreme War Council, fr. Conseil suprême interallié) – posiedzenia z udziałem najwyższych władz państwowych i wojskowych Wielkiej Brytanii i Francji po wybuchu II wojny światowej, w trakcie dziwnej wojny i kampanii francuskiej.
Pierwsze posiedzenie miało miejsce 12 września 1939 w Abbeville. Brali w nim udział premierzy obu państw - Edouard Daladier i Neville Chamberlain, którzy wraz z pozostałymi przedstawicielami Najwyższej Rady Wojennej podjęli decyzję o rozlokowaniu sił militarnych w pobliżu Salonik i Stambułu, skąd miała być przeprowadzona ofensywa w kierunku Niemiec i ZSRR oraz z uwagi na dużą odległość od Włoch, aby nie prowokować Benito Mussoliniego. 10 dni później, 22 września w brytyjskim Hove miała miejsce druga konferencja, w której również podjęto decyzję o rozładowaniu wojsk alianckich w rejonie Grecji i Turcji, lecz działania ostatecznie nie zostały podjęte. Następne konferencje miały miejsce 17 listopada i 19 grudnia 1939 w Paryżu. W ich trakcie był brany pod uwagę brytyjski pomysł bombardowania zagłębia Ruhry, któremu jednak sprzeciwili się Francuzi, gdyż bali się odwetu Luftwaffe. Następna konferencja odbyła się 5 lutego 1940 w Paryżu, w jej trakcie Francuzi zaproponowali rozlokowanie wojsk w Petsamo w celu pomocy walczącej z ZSRR Finlandii, pomysłowi sprzeciwili się Brytyjczycy. Podjęto decyzję o rozlokowaniu wojsk w Narwiku, lecz z uwagi na pokój Finlandii i ZSRR działania nie zostały podjęte. Podczas konferencji w Londynie 28 marca 1940 Brytyjczycy sprzeciwili się francuskiemu pomysłowi bombardowania radzieckich pól naftowych na Kaukazie w celu osłabienia niemieckich i sowieckich wojsk, lecz podjęta została decyzja o operacji Royal Marines, której celem było zaminowanie Renu. Operacja ta też była celem konferencji z 5 kwietnia, lecz wskutek ataku Niemiec na Norwegię 9 kwietnia 1940 działania nie zostały podjęte. 22 i 23 kwietnia 1940 w Paryżu podjęto decyzję o rozlokowaniu wojsk w Norwegii. Po ataku Niemiec na Francję miały miejsce następujące konferencje: 15 maja 1940 w Paryżu, 11 czerwca 1940 w Briare i 15 czerwca 1940 w Tours.